# Hermann Wagner (geograf)
Hermann Wagner (ur. 23 czerwca 1840 w Erlangen, zm. 18 czerwca 1929 w Bad Wildungen) – niemiecki geograf i kartograf, profesor Uniwersytetu Albrechta w Królewcu i Uniwersytetu w Getyndze.
Interesował się regionami kolonialnymi, organizował wyprawy naukowe do Afryki. Współpracował z Instytutem Kartograficznym Justusa Perthesa w Gocie. Był jednym z pomysłodawców ustanowienia obserwatorium geograficznego na Samoa. W 1900 roku opublikował podręcznik Allgemeine Erdkunde. Wydawał również mapy i atlasy geograficzne.